# Hugo Enomiya-Lassalle
Hugo Makibi Enomiya-Lassalle (n. 11 noiembrie 1898, Nieheim, Renania de Nord-Westfalia, Germania – d. 7 iulie 1990, Münster, Germania) a fost un călugăr iezuit german, teolog interconfesional, preot romano-catolic și totodată călugăr budist zen. A locuit pentru mult timp în Japonia, devenind cetățean al Japoniei.

## Biografie
Enomiya-Lassalle a intrat în ordinul iezuit la 25 aprilie 1919. După terminarea studiilor a fost hirotonit preot, la 28 august 1927.
În 1929 Enomiya-Lassalle a călătorit în Japonia, într-o misiune catolică, după care a devenit interesat de practicile budiste din Japonia. În 1940 a fost numit vicar la Hiroshima, iar în ziua de 6 august 1945 a fost rănit în bombardamentul atomic de la Hiroshima, întâmplare descrisă John Hersey în cartea sa Hiroshima. După acest eveniment s-a întors în Germania.
În septembrie 1946, în cursul unei audiențe pe care a avut-o la papa Pius al XII-lea, Enomiya-Lassalle a prezentat acestuia planul său de a construi o catedrală în Hiroshima, dedicată ideii de pace mondială. Proiectată de arhitectul japonez Togo Murano, construcția catedralei a început în 1950, terminându-se în data de 6 august 1954, când a fost inaugurată sub numele de Catedrala Adormirea Maicii Domnului din Hiroshima（în japoneză 世界平和記念聖堂).

## Opera
- en  Zen: Way to Enlightenment (1964)
- en  Zen Meditation for Christians (1974)
- en  Living the New Consciousness (1984)
- en  The Practice of Zen Meditation (1987)

## Legături externe
- en  Zen-Enlightenment and Christianity, textul cărții lui Hugo Enomiya-Lassalle în format .pdf
- Google Search for Hugo Enomiya-Lassalle

## Vezi și
- Heinrich Dumoulin
- Hubert Schiffer